# Ribono
Ribono är en ö i Kiribati.   Den ligger i örådet Abaiang och ögruppen Gilbertöarna, i den norra delen av landet, 70 km norr om huvudstaden Tarawa. Arean är 0,80 kvadratkilometer.
Terrängen på Ribono är mycket platt. Öns högsta punkt är 15 meter över havet. Den sträcker sig 1,7 kilometer i nord-sydlig riktning, och 1,2 kilometer i öst-västlig riktning.
Följande samhällen finns på Ribono:
- Ribono Village